# Кохля

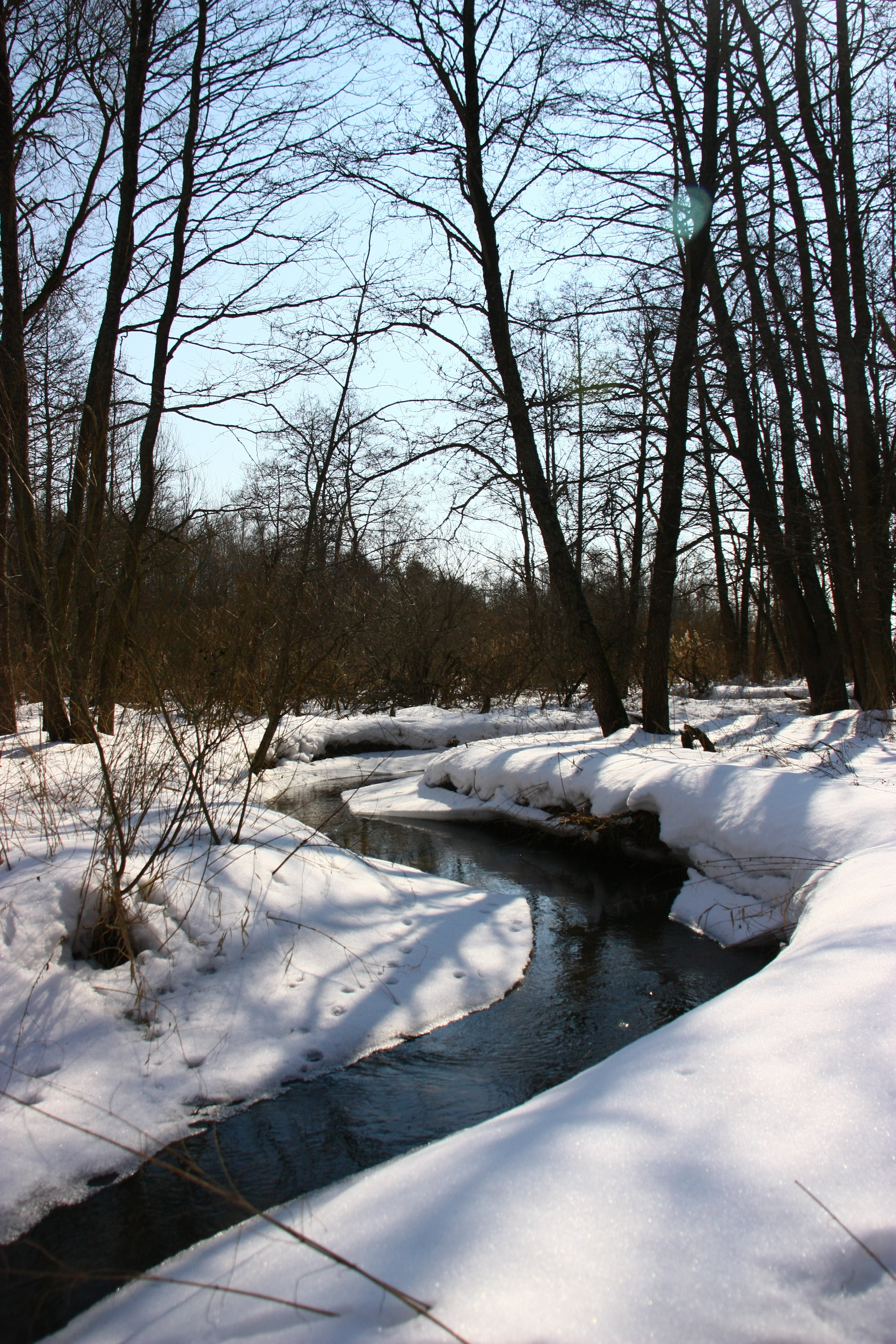
Река Кохля в нижнем течении

Кохля — река в Смоленской области России в Монастырщинском районе. Левый приток Вихры. Длина 7 км.
Исток в болоте за деревней Войнино. Направление течения: юг, юго-запад. Протекает через деревни Войнино, Шелеговка и урочище Крутая. Устье напротив деревни Баньковщина у границы с Белоруссией.